# 윌리엄 웰드

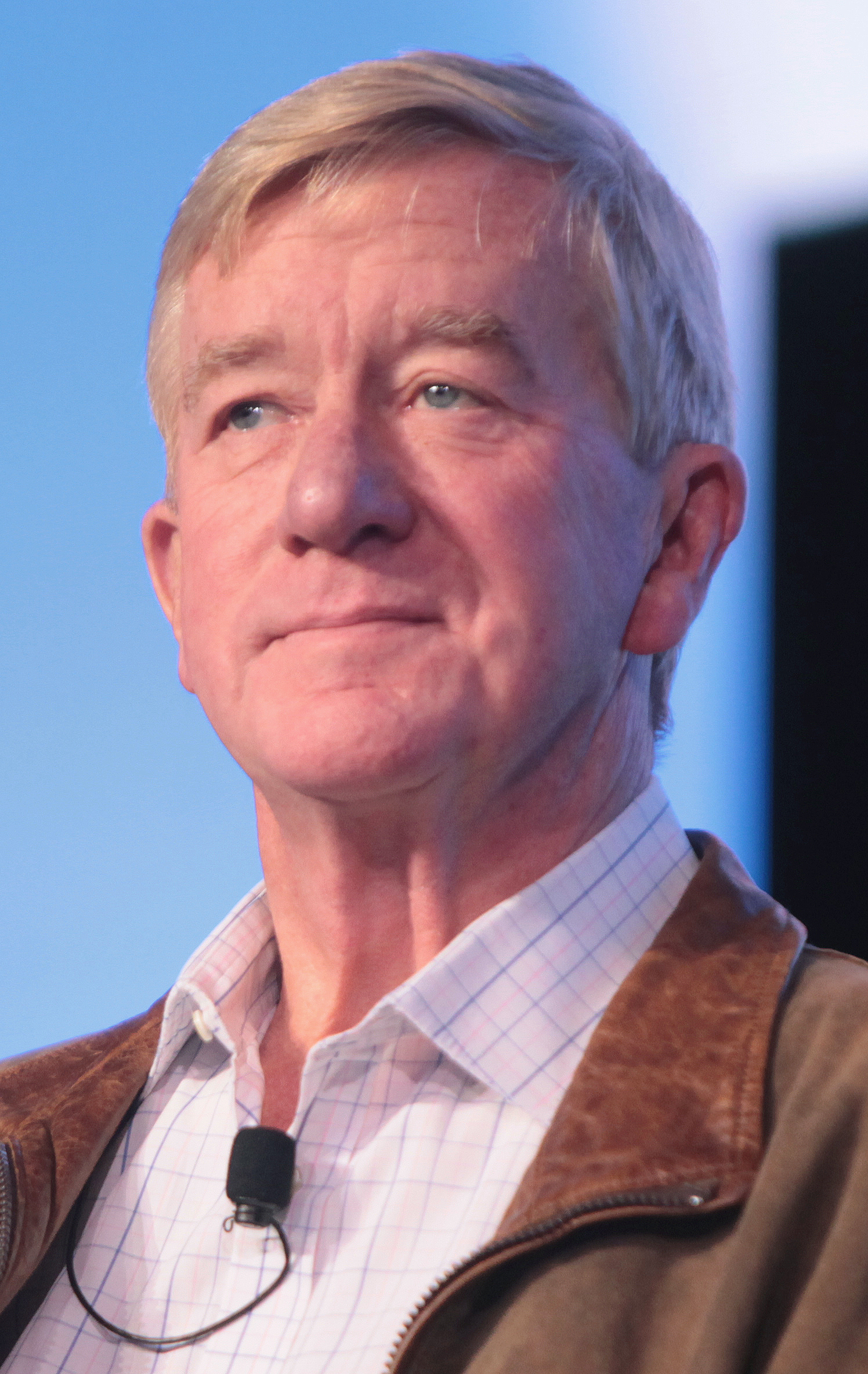
윌리엄 웰드

윌리엄 플로이드 웰드(영어: William Floyd Weld, 1945년 7월 31일 ~ )는 미국의 정치인이자 법률가이다. 소속 정당은 공화당이었지만, 2016년부터는 자유주의당에 소속한다. 연방 검사 (매사추세츠 담당, 1981년 - 1986년), 연방 사법 차관보 (1986년 - 1988년), 제68대 매사추세츠 주지사 (1991년 - 1997년) 등을 역임했다.

## 역대 선거 결과
| 선거명      | 직책명                      | 대수  | 정당   | 득표율 | 득표수            | 결과 | 당락                   |
| ----------- | --------------------------- | ----- | ------ | ------ | ----------------- | ---- | ---------------------- |
| 1990년 선거 | 매사추세츠 주지사           | 68대  | 공화당 | 50.19% | 1,175,817표       | 1위  | 매사추세츠 주지사 당선 |
| 1994년 선거 | 매사추세츠 주지사           | 68대  | 공화당 | 70.85% | 1,533,390표       | 1위  | 매사추세츠 주지사 당선 |
| 1996년 선거 | 상원의원 (매사추세츠 제2부) | 105대 | 공화당 | 45.17% | 1,142,837표       | 2위  | 낙선                   |
| 2016년 선거 | 미국의 부통령               | 48대  | 자유당 | 3.29%  | 4,440,871표 (0명) | 3위  | 낙선                   |